# اسراکارت
اسراکارت (عبری: ישראכרט‎) شرکت خدمات مالی اسرائیلی است، که در سال ۱۹۷۵ تأسیس شد.